# Джеймс Ренді
Джеймс Ренді (англ. James Randi), справжнє ім'я — Рендалл Джеймс Гемілтон Цвінге (англ. Randall James Hamilton Zwinge, 7 серпня 1928, Торонто, Канада — 20 жовтня 2020, Бровард, США) — американський ілюзіоніст і науковий скептик канадського походження, відомий викривач паранормальних явищ і псевдонаукових теорій, один із засновників Комітету з наукового розслідування заяв про паранормальні явища.

## Біографія
Ренді народився 1928 року в Канаді і був найстаршим серед трьох дітей. Після велосипедної аварії хлопчик 13 місяців провів у гіпсі, і хоча лікарі стверджували, що він ніколи не буде ходити, він оговтався, спростувавши всі песимістичні прогнози. Тоді ж, відходячи після травми, Ренді прочитав багато літератури і зацікавився ілюзіонізмом. В 17 років він кинув навчання і почав виступати фокусником у дорожніх виставах. Пізніше, працюючи в філіппінських нічних клубах і в Японії, Ренді став свідком безлічі трюків, які виконували ілюзіоністи та підносили як чудеса.
Професійну діяльність ілюзіоніста Ренді почав 1946 року. Спочатку він представлявся як Рендалл Цвінге, проте потім почав працювати під сценічним псевдонімом The Amazing Randi (букв. Дивовижний Ренді). 1956 року він з'явився в одному з випусків передачі  The Today Show , в середині 1960-х вів передачу  The Amazing Randi Show  на нью-йоркському радіо, а наприкінці 1960-х і першій половині 1970-х як ілюзіоніст брав участь у низці американських телепрограм. Під час туру Еліса Купера (1973—1974) Ренді виконував на сцені роль дантиста і ката, а також виступив творцем частини сценічного реквізиту, в тому числі гільйотини.
З 1970-х років Ренді займається публічним викриттям повідомлень про паранормальні явища, дива, екстрасенсорні здібності.
Ті, що отримали найбільш широкий резонанс можна назвати історію 1972 року, коли Ренді виступив проти слави Урі Геллера (його коронний номер — згинання ложки силою одного лише погляду), заявив, що згинання ложки — звичайний трюк і проконсультував персонал телестудії, де мав виступати Геллер, як виключити можливість обману. Згодом Ренді не раз виступав з викриттями Геллера, Геллер 19 раз публічно погрожував Ренді судовим позовом, в шести випадках позови дійсно подавалися і дійшли до суду, але жодного разу Геллеру не вдалося отримати з Ренді навіть самої малої суми грошей або іншого відшкодування.
В 1970-х роках Ренді прийняв запрошення взяти участь в організації та роботі Комітету з наукового розслідування заяв про паранормальні явища. 1983 року Ренді публічно заявив, що за його ініціативою двоє його колег — професійних ілюзіоністів, — потрапили до так званої «псі-лабораторії» в Сент-Луїсі як піддослідні, пройшли там перевірку, і їхні уявні екстрасенсорні здібності були визнані справжніми. Лабораторія з багатомільйонним бюджетом здійснювала проект з дослідження телекінезу, телепатії та інших паранормальних здібностей, дослідники стверджували, що методика тестування досконала і обдурити їх неможливо. Ренді насміхався над «вченими», які навіть не змогли відрізнити підставних фокусників від екстрасенсів. Після цього скандалу в США було згорнуто багато програм фінансування досліджень паранормальних явищ.
Ренді є автором декількох книг. Так, у своїй книзі 1982 The Truth About Uri Geller він піддає сумніву паранормальні здібності Урі Геллера і стверджує, що трюк зі згинанням ложки може виконати будь-який фокусник, використовуючи певні маніпуляції. 1992 року вийшла його робота Conjured, що включає в себе біографії кількох відомих ілюзіоністів.
Джеймс Ренді був хворим на рак: у червні 2009 року йому поставили діагноз: злоякісне новоутворення товстого кишечника. 2010 року він оголосив, що лікування пройшло успішно і тепер він здоровий.
У віці 81 року Ренді повідомив, що він гей.

## Фонд Джеймса Ренді

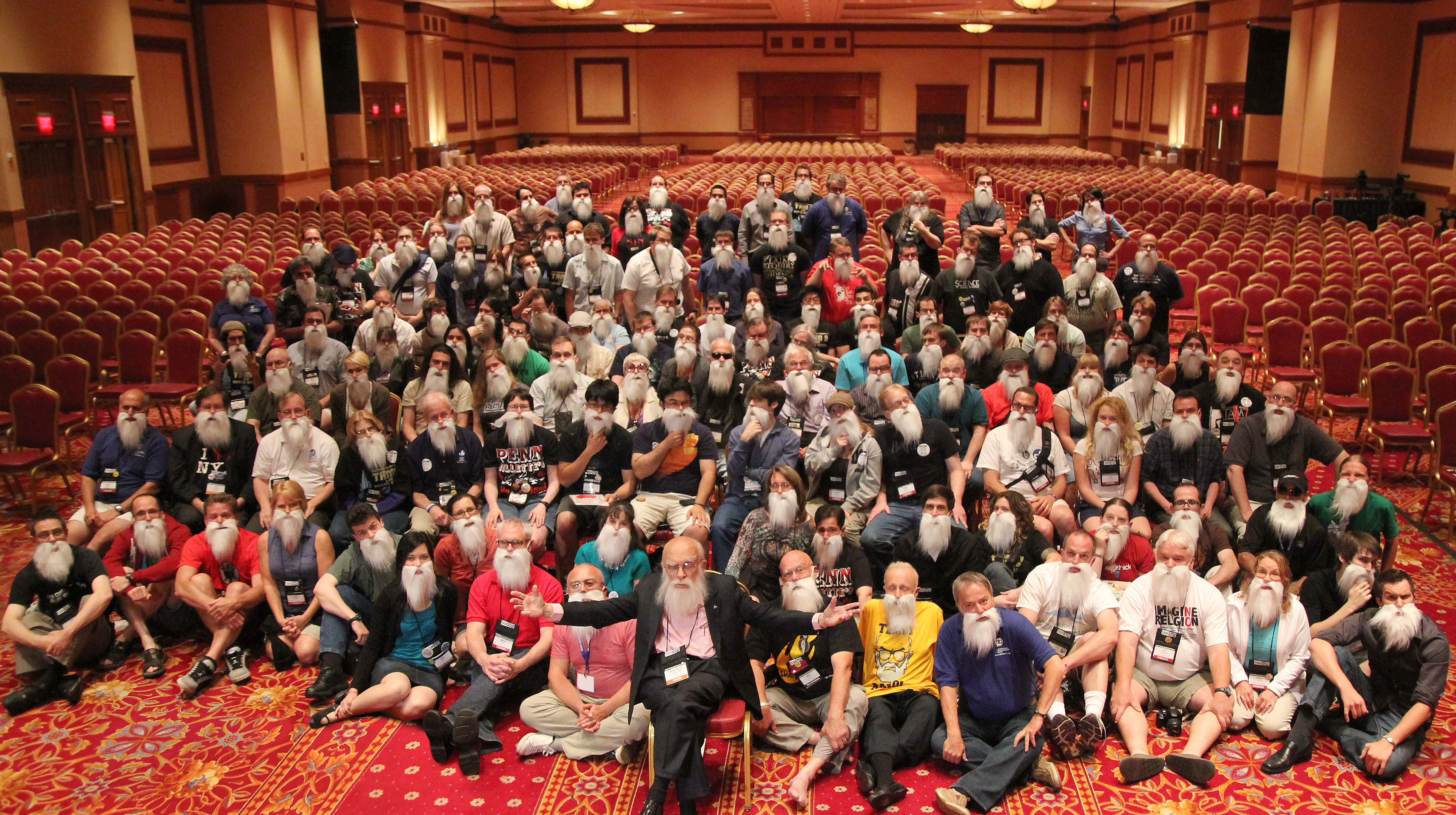
Фото «з бородою Джеймса Ренді» групи Independent Investigations Group на 9-й зустрічі The Amaz!ng Meeting, 16.07.2011

1996 року вже колишній ілюзіоніст заснував освітній Фонд Джеймса Ренді. Фонд підтримує освітні програми, спрямовані на формування наукового світогляду у молоді, видає літературу, надає допомогу в створенні навчальних програм. Фонд щорічно виплачує премії загальним розміром в декількох тисяч доларів США американським учням за найкращі роботи, що демонструють науковий потенціал автора і додавання критичного підходу до обраного науковому напрямку.
Також фонд займається дослідженням і перевіркою повідомлень про паранормальні явища. Фонд гарантує кожному, хто зуміє продемонструвати будь-які вміння екстрасенсорного, паранормального або надприродного характеру в умовах лабораторного контролю, приз у розмірі одного мільйона доларів. На сьогодні премію отримати нікому не вдалося.

## Пам'ять
- На честь Джеймса Ренді названо астероїд (3163) Ренді.[8]